# Александровка (Новоград-Волынский район)
Алекса́ндровка (укр. Олександрівка) — село на Украине, находится в Звягельском районе Житомирской области.
Население по переписи 2001 года составляет 538 человек. Почтовый индекс — 11741. Телефонный код — 4141. Занимает площадь 0,806 км².

## Адрес местного совета
11801, Житомирская область, Звягельский р-н, с. Наталовка, ул. Звягельская, 18